# Thomas Crecquillon
Thomas Crecquillon (geboren omstreeks 1505 – waarschijnlijk overleden begin 1557) was een Vlaamse polyfonist uit de renaissance. Ofschoon zijn geboorteplaats niet bekend is, bevond die zich vermoedelijk ergens in wat enkele decennia later de Zuidelijke Nederlanden genoemd werden (mogelijk Gent) en waarschijnlijk stierf hij in Béthune.
Weinig gegevens over zijn leven zijn voorhanden. Hij was lid van de hofkapel van keizer Karel V, maar het staat niet vast of hij ook maître de chapelle (kapelmeester) was, of louter zanger; de overgeleverde documenten spreken elkaar op dit punt tegen. Kennelijk kreeg hij later betrekkingen in Dendermonde, Béthune, Leuven en Namen. In tegenstelling tot andere componisten van de Nederlanden, schijnt hij zijn geboorteland nooit te hebben verlaten voor Italië of andere Europese landen. Heel waarschijnlijk overleed hij in 1557 aan de pest, die dat jaar in Béthune uitbrak.
Crecquillons muziek stond bij zijn tijdgenoten in hoog aanzien; ze vertoont een harmonische en melodische gladheid die een voorafspiegeling is van een polyfone stijl die bij Palestrina een hoogtepunt bereikt. Crecquillon schreef twaalf missen, meer dan 100 motetten en bijna 200 chansons. Stilistisch wendt hij de imitatieve techniek veeleer toe op een aan Josquin Desprez ontleende wijze, en dat in bijna alle sacrale werken (missen en motetten), waarbij hij de toenmalige trend volgt van doorimitatie en polyfone complexiteit. Anders dan bij Josquin varieert Crecquillon zelden zijn textuur om dramatische effecten te verkrijgen; hij verkiest veeleer gladheid en samenhang.
Zijn wereldlijke chansons verschillen van die van andere componisten van zijn tijd, doordat ze ook doorimitatie aanwenden, hoewel ze - zoals gebruikelijk in een lichter genre - veelvuldig gebruikmaken van herhaling (bijvoorbeeld bij de finale frase). Omdat ze imitatief waren, gingen Crecquillons chansons behoren tot de beste modellen voor de latere ontwikkeling van de instrumentale canzona, een instrumentale vorm die, zoals de naam overigens aanwijst, rechtstreeks uit het chanson is ontstaan. Vele van deze chansons werden bewerkt voor instrumenten, in het bijzonder voor luit.
De Leuvense drukker Pierre Phalèse en zijn Antwerpse concurrent Tielman Susato gaven meer van zijn muziek uit dan van enig ander componist, hetgeen getuigt van de verbreiding van zijn reputatie in die tijd, al wordt zijn muziek vandaag niet zo vaak meer ten gehore gebracht als die van verschillende van zijn tijdgenoten uit de Nederlanden.